# 1948 w muzyce
Wydarzenia muzyczne w 1948 roku.

## Wydarzenia
- 18 czerwca – Columbia Records wprowadza pierwszą płytę długogrającą, popularny longplay LP mającą 33⅓ obrotów na minutę i 30 cm średnicy. Została nagrana w Nowym Jorku i mieściła 45 minut muzyki[1]

## Urodzili się
- 4 stycznia – Patrick Wedd, kanadyjski organista, kompozytor, dyrygent chóru (zm. 2019)
- 7 stycznia
  - Kenny Loggins, amerykański piosenkarz, muzyk, kompozytor
  - Ichirō Mizuki, japoński piosenkarz, kompozytor, aktor (zm. 2022)
- 8 stycznia – Paul King, brytyjski gitarzysta rockowy
- 9 stycznia – Bill Cowsill, amerykański piosenkarz, autor tekstów i producent muzyczny (zm. 2006)
- 10 stycznia
  - Donald Fagen, amerykański muzyk, kompozytor i wokalista jazz-rockowy, członek grupy Steely Dan
  - Mischa Maisky, łotewski wiolonczelista
- 11 stycznia – Terry Williams, walijski muzyk, perkusista
- 13 stycznia 1948 lub 13 grudnia 1950 – Ludmiła Sienczyna, rosyjska piosenkarka (zm. 2018)[2]
- 15 stycznia
  - Aldona Orłowska, polska piosenkarka i malarka
  - Ronnie Van Zant, amerykański wokalista, autor tekstów, członek zespołu Lynyrd Skynyrd (zm. 1977)
- 16 stycznia – John Carpenter, amerykański reżyser filmowy, scenarzysta i kompozytor
- 17 stycznia
  - Roman Lasocki, polski skrzypek, profesor
  - Robin Lumley, brytyjski klawiszowiec jazzowy, producent nagrań, autor piosenek; muzyk zespołu Brand X (zm. 2023)
  - Anne Queffélec, francuska pianistka
- 18 stycznia – Changuito, właśc. José Luis Quintana, kubański perkusjonista (zm. 2025)
- 19 stycznia – Amanda Holden, brytyjska pianistka, librecistka, tłumaczka i pedagog (zm. 2021)
- 20 stycznia – Freddy Birset, belgijski piosenkarz i muzyk (zm. 2021)
- 23 stycznia – Anita Pointer, amerykańska piosenkarka i autorka tekstów, założycielka i członkini zespołu The Pointer Sisters (zm. 2022)
- 25 stycznia
  - Catherine Christer Hennix, szwedzka kompozytorka, artystka wizualna, filozofka, matematyczka i poetka (zm. 2023)
  - Wojciech Mann, polski dziennikarz muzyczny, autor tekstów piosenek, tłumacz
- 27 stycznia – Valeri Brainin, rosyjsko-niemiecki poeta, tłumacz, eseista, muzykolog i kompozytor
- 28 stycznia – Bob Moses, amerykański perkusista jazzowy
- 1 lutego – Rick James, amerykański muzyk funky, kompozytor, autor tekstów, producent nagrań (zm. 2004)
- 2 lutego
  - Junior Byles, jamajski piosenkarz reggae (zm. 2025)
  - Claude Le Péron, francuski basista rockowy (zm. 2020)
- 4 lutego – Alice Cooper, amerykański muzyk rockowy
- 6 lutego
  - John Gosling, angielski klawiszowiec i wokalista, muzyk zespołu The Kinks (zm. 2023)
  - Janusz Koman, polski klawiszowiec, kompozytor, aranżer, dyrygent
- 7 lutego – Jimmy Greenspoon, amerykański klawiszowiec, wokalista i kompozytor rockowy (zm. 2015)
- 8 lutego
  - Dan Seals, amerykański muzyk, członek duetu England Dan & John Ford Coley (zm. 2009)
  - Ron Tyson, amerykański wokalista, muzyk zespołu The Temptations
- 13 lutego – Ryszard Grzebielucha, polski gitarzysta i wokalista
- 19 lutego – Tony Iommi, brytyjski muzyk, gitarzysta, założyciel grupy Black Sabbath
- 21 lutego – Michel Lamothe, francuski gitarzysta (zm. 2019)
- 22 lutego – Linda de Suza, portugalska piosenkarka pop (zm. 2022)
- 23 lutego
  - Thom Bresh, amerykański piosenkarz i gitarzysta country (zm. 2022)
  - Philippe Chatel, francuski kompozytor i piosenkarz (zm. 2021)
  - Urszula Mitręga, polska pianistka, śpiewaczka (kontralt) oraz pedagog (zm. 2004)
  - Steve Priest, brytyjski basista rockowy, członek zespołu Sweet (zm. 2020)
  - Anna Wójtowicz, polska skrzypaczka, członkini zespołu Anawa (zm. 2021)
- 28 lutego
  - Mike Figgis, brytyjski reżyser filmowy, pisarz i kompozytor
  - Geoff Nicholls, brytyjski kompozytor i klawiszowiec, muzyk Black Sabbath (zm. 2017)
- 29 lutego – Richie Cole, amerykański saksofonista jazzowy, kompozytor (zm. 2020)
- 1 marca – Burning Spear, jamajski muzyk
- 2 marca
  - Larry Carlton, amerykański gitarzysta wykonujący instrumentalny pop, rock i jazz fusion
  - Rory Gallagher, irlandzki gitarzysta bluesowy i rockowy (zm. 1995)
  - Krystyna Rejnowicz, polska dziennikarka radiowa, recenzentka muzyczna, propagatorka jazzu i producentka muzyczna, muzykolog
- 3 marca – Jackie Mittoo, jamajski pianista i kompozytor, muzyk sesyjny, współzałożyciel i wieloletni lider zespołu The Skatalites (zm. 1990)
- 4 marca – Chris Squire, brytyjski basista rockowy, muzyk grupy Yes (zm. 2015)
- 5 marca – Eddy Grant, brytyjski muzyk reggae
- 6 marca – Zbigniew Górny, polski dyrygent, kompozytor i aranżer
- 8 marca – Mel Galley, brytyjski gitarzysta Whitesnake (zm. 2008)
- 12 marca – James Taylor, amerykański piosenkarz i gitarzysta rockowy, związany z gatunkiem folk rock
- 13 marca – Ryszard Kopciuch-Maturski, polski basista jazzowy (zm. 2021)
- 17 marca – Jessica Williams, amerykańska pianistka i kompozytorka jazzowa (zm. 2022)
- 18 marca – Bobby Whitlock, amerykański wokalista i klawiszowiec, członek zespołu Derek and the Dominos (zm. 2025)
- 22 marca – Andrew Lloyd Webber, brytyjski kompozytor
- 23 marca
  - Marek Marczyk, polski altowiolista
  - David Olney, amerykański piosenkarz i gitarzysta folkowy (zm. 2020)
- 25 marca – Michael Stanley, amerykański piosenkarz, gitarzysta, autor piosenek i prezenter radiowy (zm. 2021)
- 26 marca
  - Richard Tandy, brytyjski keyboardzista rockowy, basista, gitarzysta i wokalista; muzyk grupy Electric Light Orchestra (zm. 2024)
  - Steven Tyler, amerykański wokalista i współautor tekstów zespołu Aerosmith
- 28 marca
  - John Evan, Jethro Tull
  - Milan Williams, amerykański klawiszowiec, członek formacji The Commodores (zm. 2006)
- 2 kwietnia
  - Ryszard Bodio, polski pianista jazzowy, taper (zm. 1998)
  - Dimitris Mitropanos, grecki piosenkarz (zm. 2012)
- 3 kwietnia – Garrick Ohlsson, amerykański pianista
- 4 kwietnia
  - Diane Guérin, kanadyjska piosenkarka i aktorka (zm. 2022)
  - Berry Oakley, amerykański basista rockowy, członek zespołu The Allman Brothers Band (zm. 1972)
  - Pick Withers, angielski perskusista, członek grupy Dire Straits
- 5 kwietnia
  - Heorhij Ahratina, ukraiński multiinstrumentalista, kompozytor; uznawany za jednego z największych wirtuozów gry na cymbałach i fletni Pana
  - Dave Holland, brytyjski perkusista rockowy, członek zespołów Judas Priest i Trapeze (zm. 2018)
- 6 kwietnia
  - Wojciech „Jajco” Bruślik, polski muzyk jazzowy, bluesowy i rockowy, gitarzysta basowy, kompozytor
  - Andrzej Zubek, polski dyrygent, pianista, kompozytor, aranżer
- 7 kwietnia
  - Dallas Taylor, amerykański perkusista rockowy, muzyk grupy Crosby, Stills and Nash (zm. 2015)
  - Ronnie Wilson, amerykański muzyk R&B, członek zespołu The Gap Band (zm. 2021)
- 9 kwietnia – Patty Pravo, włoska piosenkarka pop
- 12 kwietnia – Krystyna Rorbach, polska śpiewaczka operowa (sopran)
- 14 kwietnia
  - Manno Charlemagne, haitański polityk i muzyk folkowy (zm. 2017)
  - Claude Vivier, kanadyjski kompozytor (zm. 1983)
- 15 kwietnia – Michael Kamen, amerykański kompozytor, aranżer, dyrygent, autor piosenek i muzyk sesyjny (zm. 2003)
- 17 kwietnia – Jan Hammer, czeski kompozytor, klawiszowiec i perkusista
- 21 kwietnia
  - Paul Davis, amerykański piosenkarz i autor tekstów (zm. 2008)
  - Paweł Jarzębski, polski kontrabasista i basista jazzowy, kompozytor, muzyk sesyjny, wykładowca
- 23 kwietnia – Essra Mohawk, amerykańska piosenkarka i autorka tekstów (zm. 2023)
- 24 kwietnia – Jurij Peterson, rosyjski piosenkarz i muzyk (zm. 2019)
- 27 kwietnia – Kate Pierson, amerykańska piosenkarka The B-52’s
- 28 kwietnia – Luís Vagner, brazylijski piosenkarz, kompozytor, gitarzysta (zm. 2021)
- 29 kwietnia – Michael Karoli, niemiecki gitarzysta i kompozytor, przedstawiciel krautrocka (zm. 2001)
- 30 kwietnia
  - Wayne Kramer, amerykański muzyk punkrockowy, blues-rockowy, hardrockowy i jazzowy; gitarzysta, piosenkarz, autor piosenek i producent (zm. 2024)
  - Katarzyna Popowa-Zydroń, polska pianistka i pedagog
- 5 maja – Bill Ward, brytyjski muzyk, perkusista heavymetalowej grupy Black Sabbath
- 12 maja
  - Ivan Klánský, czeski pianista i pedagog
  - Ivan Kral, czeski kompozytor, wokalista i gitarzysta rockowy (zm. 2020)
  - Steve Winwood, brytyjski multiinstrumentalista i twórca tekstów
- 14 maja – Carmen Balthrop, amerykańska śpiewaczka operowa (sopran) (zm. 2021)
- 15 maja – Brian Eno, angielski kompozytor muzyki ambient, producent muzyczny i multiinstrumentalista rockowy
- 16 maja – Felicjan Andrzejczak, polski piosenkarz i muzyk, wokalista zespołu Budka Suflera w latach 1982–1983 (zm. 2024)
- 18 maja
  - Joe Bonsall, amerykański wokalista (tenor), muzyk zespołu gatunku country i gospel The Oak Ridge Boys (zm. 2024)
  - Oldřich Říha, czeski muzyk rockowy, kompozytor i gitarzysta, członek zespołu Katapult
  - Hubert Szymczyński, polski wokalista, kompozytor i multiinstrumentalista (zm. 2021)
- 19 maja
  - Grace Jones, amerykańska wokalistka, autorka tekstów, aktorka i modelka
  - Tom Scott, amerykański saksofonista i kompozytor jazzowy
  - Jan Waraczewski, polski skrzypek, koncertmistrz orkiestry Filharmonii Szczecińskiej (zm. 2017)
- 21 maja – Leo Sayer, brytyjski piosenkarz, kompozytor i instrumentalista
- 25 maja – Klaus Meine, niemiecki muzyk, wokalista grupy Scorpions
- 26 maja – Stevie Nicks, amerykańska wokalistka rockowa, muzyk zespołu Fleetwood Mac
- 27 maja
  - Gábor Presser, węgierski muzyk rockowy i kompozytor
  - Pete Sears(inne języki), angielski gitarzysta basowy[3] i klawiszowiec, muzyk zespołu Jefferson Starship
- 29 maja – Piotr Nowak, polski muzyk bluesowy, gitarzysta basowy związany z zespołami Blackout i Breakout (zm. 2020)
- 30 maja – Alicja Majewska, polska piosenkarka estradowa
- 31 maja
  - John Bonham, angielski perkusista rockowy, członek zespołu Led Zeppelin (zm. 1980)
  - Paulinho Da Costa, brazylijski perkusista jazzowy
  - Mike Edwards, angielski wiolonczelista, założyciel grupy Electric Light Orchestra (zm. 2010)
- 1 czerwca – Józef Śpiewak, polski śpiewak, aktor
- 3 czerwca – Henryk Alber, polski gitarzysta, kompozytor, aranżer (zm. 2008)
- 4 czerwca – Paquito D’Rivera, kubański saksofonista i klarnecista
- 5 czerwca – Frank Esler-Smith, brytyjski aranżer i klawiszowiec zespołu Air Supply (zm. 1991)
- 8 czerwca – Daniel Nazareth, indyjski kompozytor i dyrygent (zm. 2014)
- 9 czerwca – Jerzy Rowiński, polski dziennikarz muzyczny (zm. 2023)
- 10 czerwca – Alina Kowalska-Pińczak, polska dyrygentka, teoretyk muzyki, logopeda i pedagog
- 12 czerwca – Lyn Collins, amerykańska piosenkarka soulowa (zm. 2005)
- 13 czerwca – Krzysztof Duda, polski organista, kompozytor, producent muzyczny
- 16 czerwca – Fredy Studer, szwajcarski perkusista jazzowy (zm. 2022)
- 18 czerwca – Mirosława Semeniuk-Podraza, polska organistka i profesor sztuki
- 19 czerwca – Nick Drake, brytyjski wokalista, gitarzysta i autor piosenek (zm. 1974)
- 20 czerwca – Alan Longmuir, szkocki gitarzysta basowy, współzałożyciel zespołu pop-rockowego Bay City Rollers (zm. 2018)
- 22 czerwca – Bhajan Sopori, indyjski instrumentalista grający na santurze (zm. 2022)
- 23 czerwca – Myles Goodwyn, kanadyjski wokalista, autor piosenek, członek zespołu April Wine (zm. 2023)
- 24 czerwca – Patrick Moraz, szwajcarski muzyk rockowy i jazzowy, kompozytor, grający na instrumentach klawiszowych
- 25 czerwca – Broery Marantika, indonezyjski piosenkarz (zm. 2000)
- 26 czerwca – Paul Severs, belgijski piosenkarz (zm. 2019)
- 29 czerwca – Ian Paice, brytyjski perkusista, członek Deep Purple
- 2 lipca – Józef Skrzek, polski multiinstrumentalista, wokalista i kompozytor
- 3 lipca
  - Paul Barrere, amerykański muzyk, gitarzysta zespołu Little Feat (zm. 2019)
  - Peter Ruzicka, niemiecki kompozytor, dyrygent i menedżer muzyczny
- 4 lipca – Jeremy Spencer, brytyjski gitarzysta, były członek grupy Fleetwood Mac
- 7 lipca – Larry Rheinhardt, amerykański gitarzysta rockowy, muzyk zespołu Iron Butterfly (zm. 2012)
- 9 lipca – Wojciech Rajski, polski dyrygent i pedagog, profesor sztuk muzycznych
- 11 lipca – Hector Zazou, francuski kompozytor, multiinstrumentalista i producent muzyczny (zm. 2008)
- 15 lipca – Twinkle, właśc. Lynn Annette Ripley, angielska piosenkarka (zm. 2015)
- 16 lipca
  - Rubén Blades, panamski piosenkarz salsy, jazzman, aktor, polityk
  - Pinchas Zukerman, izraelski skrzypek i dyrygent
- 17 lipca – Ron Asheton, amerykański muzyk, kompozytor, gitarzysta, członek zespołu The Stooges (zm. 2009)
- 19 lipca – Keith Godchaux, amerykański pianista, muzyk zespołu Grateful Dead (zm. 1980)
- 21 lipca – Cat Stevens, brytyjski multiinstrumentalista
- 22 lipca – Wacław Panek, polski muzykolog, doktor nauk humanistycznych, pisarz, dziennikarz, krytyk i publicysta muzyczny (zm. 2024)
- 25 lipca – Corneliu Murgu, rumuński śpiewak operowy (tenor) (zm. 2021)
- 26 lipca – Luboš Andršt, czeski gitarzysta i kompozytor, członek zespołu Jazz Q (zm. 2021)
- 27 lipca – Henny Vrienten, holenderski wokalista, basista i kompozytor (zm. 2022)
- 28 lipca – Bogusław Skawina, polski trębacz jazzowy (zm. 2021)
- 3 sierpnia – Iwan Monighetti, rosyjski wiolonczelista, dyrygent i pedagog
- 5 sierpnia – David Hungate, amerykański basista, znany z grupy muzycznej Toto
- 7 sierpnia – Pau Riba, kataloński piosenkarz i gitarzysta folkowy, autor tekstów i pisarz (zm. 2022)
- 13 sierpnia
  - Kathleen Battle, amerykańska śpiewaczka operowa (sopran liryczny)
  - Ian Finkel, amerykański ksylofonista (zm. 2020)
- 17 sierpnia – Aleksandr Iwaszkin, rosyjski wiolonczelista i kompozytor (zm. 2014)
- 19 sierpnia – Susan Jacks, kanadyjska piosenkarka (zm. 2022)
- 20 sierpnia – Robert Plant, brytyjski wokalista rockowy, członek zespołu Led Zeppelin
- 22 sierpnia – Lilis Suryani, indonezyjska piosenkarka (zm. 2007)
- 24 sierpnia
  - Jan Chojnacki, polski dziennikarz muzyczny, popularyzator i miłośnik bluesa
  - Jean-Michel Jarre, francuski kompozytor i wykonawca muzyki elektronicznej
- 26 sierpnia – Jean-Paul Corbineau, francuski wokalista folkowy, muzyk zespołu Tri Yann (zm. 2022)
- 28 sierpnia
  - Fred Cole, amerykański wokalista rockowy (zm. 2017)
  - Danny Seraphine, amerykański perkusista i producent muzyczny; w latach 1967–1990 muzyk zespołu Chicago
  - Lucia Valentini Terrani, włoska śpiewaczka operowa (mezzosopran) (zm. 1998)
- 29 sierpnia
  - Simon House, angielski kompozytor, skrzypek i klawiszowiec; muzyk zespołu rockowego Hawkwind (zm. 2025)
  - Boris Piergamienszczikow, rosyjski wiolonczelista i pedagog (zm. 2004)
- 30 sierpnia
  - Andrzej Pluszcz, polski gitarzysta basowy i wokalista (zm. 2005)
  - Bronisław Suchanek, polski kontrabasista jazzowy, kompozytor, wykładowca
  - Jukka Tiensuu, fiński kompozytor i klawesynista
- 31 sierpnia
  - Ricky Gardiner, szkocki gitarzysta rockowy, kompozytor (zm. 2022)
  - Rudolf Schenker, niemiecki gitarzysta i kompozytor, założyciel rockowego zespołu Scorpions
- 3 września – Don Brewer, amerykański perkusista rockowy, muzyk zespołu Grand Funk Railroad
- 6 września – Claydes Smith, amerykański muzyk, współzałożyciel i gitarzysta grupy Kool and the Gang (zm. 2006)
- 7 września – Dennis Thompson, amerykański perkusista rockowy, muzyk zespołu MC5 (zm. 2024)
- 11 września – John Martyn, brytyjski piosenkarz i gitarzysta (zm. 2009)
- 12 września – Stefano D’Orazio, włoski perkusista rockowy, autor tekstów, wokalista (zm. 2020)
- 16 września
  - Kenny Jones, angielski perkusista rockowy, muzyk zespołów The Faces, The Who
  - Madeleine Yayodele Nelson, amerykańska perkusjonistka (zm. 2018)
- 17 września – José Sébéloué, francuski piosenkarz, gitarzysta, kompozytor i autor piosenek (zm. 2023)
- 18 września
  - Kehinde Lijadu, nigeryjska piosenkarka (zm. 2019)
  - Taiwo Lijadu, nigeryjska piosenkarka
- 20 września
  - Michael Cuscuna, amerykański jazzman, multiinstrumentalista, producent muzyczny (zm. 2024)
  - John Panozzo, amerykański perkusista, członek zespołu Styx (zm. 1996)
  - Tommy Peoples, irlandzki skrzypek folkowy (zm. 2018)
- 21 września – Henry Butler, amerykański pianista jazzowy (zm. 2018)
- 26 września – Olivia Newton-John, australijsko-brytyjska piosenkarka, autorka tekstów piosenek, aktorka i businesswoman (zm. 2022)
- 29 września
  - Mark Farner, amerykański wokalista, gitarzysta i kompozytor, muzyk zespołu Grand Funk Railroad
  - Theo Jörgensmann, niemiecki klarnecista, jazzman i kompozytor
- 2 października
  - Chris LeDoux, amerykański piosenkarz i kompozytor muzyki country (zm. 2005)
  - Andrzej Tenard, polski pieśniarz, gitarzysta, kompozytor, autor tekstów
- 5 października – Delroy Wilson, jamajski piosenkarz ska, rocksteady i reggae (zm. 1995)
- 6 października – Glenn Branca, amerykański muzyk awangardowy, gitarzysta, kompozytor (zm. 2018)
- 8 października – Johnny Ramone, właśc. John William Cummings, amerykański gitarzysta i kompozytor, współzałożyciel zespołu Ramones (zm. 2004)
- 9 października
  - Jackson Browne, amerykański muzyk rockowy, piosenkarz, gitarzysta i kompozytor związany z gatunkami folk rock i country rock
  - Dave Samuels, amerykański perkusjonista jazzowy (zm. 2019)
- 10 października
  - Władysław Komendarek, polski muzyk, kompozytor, gitarzysta i klawiszowiec (Exodus)
  - Simon Lindley, angielski organista, chórmistrz, dyrygent i kompozytor (zm. 2025)
  - Séverine, właśc. Josiane Grizeau, francuska piosenkarka, zwyciężczyni Konkursu Piosenki Eurowizji 1971
- 11 października – David Rendall, angielski śpiewak operowy (tenor) (zm. 2025)
- 12 października
  - Steve Martin Caro, amerykański piosenkarz (zm. 2020)
  - Rick Parfitt, brytyjski gitarzysta zespołu Status Quo (zm. 2016)
- 14 października – Marcia Barrett, wokalistka zespołu Boney M.
- 15 października – Chris de Burgh, właśc. Christopher John Davison, irlandzki piosenkarz i kompozytor
- 20 października – Andrzej Rozbicki, polsko-kanadyjski dyrygent, wykładowca muzyki, producent i promotor polskiej muzyki w Kanadzie i USA
- 22 października – Robertino Loreti, włoski wokalista
- 23 października – Jordi Sabatés, hiszpański pianista, kompozytor i aranżer (zm. 2022)
- 24 października – Dale Griffin, angielski perkusista rockowy (zm. 2016)
- 25 października
  - Barry Ryan, brytyjski piosenkarz (zm. 2021)
  - Glenn Tipton, brytyjski muzyk rockowy, gitarzysta zespołu Judas Priest
- 28 października – Tadeusz Orgielewski, polski kornecista jazzowy
- 2 listopada – Dmitrij Smirnow, rosyjsko-brytyjski kompozytor i pedagog (zm. 2020)
- 3 listopada – Lulu, szkocka piosenkarka, kompozytorka, modelka, aktorka i osobowość telewizyjna
- 4 listopada
  - Heber Bartolome, filipiński piosenkarz folkowy i rockowy, autor piosenek, kompozytor, malarz (zm. 2021)
  - Adam Bielawski, polski perkusista, skrzypek i wokalista (zm. 2015)
- 5 listopada
  - Charles Bradley, amerykański wokalista soulowy (zm. 2017)
  - Peter Hammill, brytyjski muzyk, artysta rockowy, autor tekstów, wokalista, gitarzysta, pianista, kompozytor
- 6 listopada
  - Glenn Frey, amerykański wokalista, kompozytor, autor tekstów oraz producent nagrań (The Eagles) (zm. 2016)
  - Rushton Moreve, amerykański basista rockowy, członek zespołu Steppenwolf (zm. 1981)
- 7 listopada – Stephen Bruton, amerykański aktor i muzyk (zm. 2009)
- 8 listopada – Włodzimierz Szomański, polski muzyk, kompozytor, pedagog i aranżer, założyciel i lider grupy muzycznej Spirituals Singers Band (zm. 2014)
- 9 listopada – Kazimierz Jonkisz, polski muzyk jazzowy, perkusista
- 16 listopada – Oliver Shanti, niemiecki multiinstrumentalista, kompozytor folkowej, elektronicznej i ezoterycznej muzyki w stylu new age, producent muzyczny (zm. 2016)
- 19 listopada
  - Rance Allen, amerykański wokalista gospel (zm. 2020)
  - Elżbieta Wojnowska, polska piosenkarka, kompozytorka, aktorka i pedagog
- 20 listopada – Barbara Hendricks, afroamerykańska śpiewaczka operowa oraz wokalistka jazzowa i negro spirituals
- 21 listopada
  - Michał Lonstar, polski piosenkarz muzyki country, gitarzysta i kompozytor
  - Alphonse Mouzon, amerykański perkusista jazzowy (zm. 2016)
  - Mick Rock, brytyjski fotograf, znany ze współpracy z wieloma gwiazdami sceny rockowej (zm. 2021)
  - Mark Tulin, amerykański basista grupy The Smashing Pumpkins (zm. 2011)
- 22 listopada – Adalberto Álvarez, kubański pianista i kompozytor (zm. 2021)
- 24 listopada – Tony Bourge, walijski gitarzysta rockowy
- 26 listopada – Fausto Bordalo Dias, portugalski piosenkarz, gitarzysta i kompozytor (zm. 2024)
- 27 listopada – Bébé Manga, kameruńska piosenkarka (zm. 2011)
- 28 listopada – Mariana Nicolesco, rumuńska śpiewaczka operowa (sopran) (zm. 2022)
- 30 listopada – Piotr Drożdżewski, polski inżynier chemik i kompozytor
- 3 grudnia – Ozzy Osbourne, właśc. John Michael Osbourne, brytyjski wokalista, muzyk i autor tekstów; wieloletni członek heavymetalowego zespołu Black Sabbath (zm. 2025)
- 4 grudnia – Roman Kumłyk, huculski muzykant (skrzypek wirtuoz, multiinstrumentalista), poeta (zm. 2014)
- 6 grudnia – Marius Müller-Westernhagen, niemiecki piosenkarz, kompozytor, gitarzysta popowy oraz aktor
- 7 grudnia – Pavol Hammel, słowacki wokalista i kompozytor; założyciel grupy Prúdy
- 9 grudnia
  - Aleksander Bem, polski wokalista, perkusista i kompozytor, członek zespołów Pięciu, Quorum, Bemibek i Bemibem (zm. 2019)
  - Screamin’ Scott Simon, amerykański pianista rock ’n’ rollowy (zm. 2024)
- 11 grudnia
  - Tadeusz Kozłowski, polski dyrygent związany z Teatrem Wielkim w Łodzi
  - Víctor Víctor, dominikański gitarzysta, piosenkarz i kompozytor (zm. 2020)
- 13 grudnia – Jeff Baxter, amerykański gitarzysta, także specjalista ds. obrony przeciwrakietowej
- 15 grudnia
  - Toshinori Kondō, japoński trębacz jazzowy (zm. 2020)
  - Andrzej Mogielnicki, polski autor tekstów piosenek
- 18 grudnia – Laurent Voulzy, francuski piosenkarz i kompozytor
- 20 grudnia
  - Alan Parsons, angielski inżynier dźwięku, muzyk, kompozytor i producent muzyczny
  - Mitsuko Uchida, japońska pianistka; laureatka II nagrody na VIII Międzynarodowym Konkursie Pianistycznym im. Fryderyka Chopina
  - Stevie Wright, australijski muzyk i kompozytor (zm. 2015)
- 22 grudnia – Andrzej Łapa, polski lutnik, pedagog muzyczny, wykładowca akademicki, profesor sztuk muzycznych
- 27 grudnia – Martin Birch, brytyjski producent muzyczny, znany ze współpracy z Deep Purple (zm. 2020)
- 28 grudnia – Mary Weiss, amerykańska piosenkarka (zm. 2024)
- 31 grudnia
  - Stephen Cleobury, angielski organista i dyrygent (zm. 2019)
  - Donna Summer, amerykańska wokalistka muzyki disco i gospel (zm. 2012)

## Zmarli
- 8 stycznia – Richard Tauber, austriacki śpiewak (tenor) i aktor (ur. 1891)
- 9 stycznia – Violet Gordon-Woodhouse, brytyjska klawesynistka oraz klawikordzistka (ur. 1872)
- 21 stycznia – Ermanno Wolf-Ferrari, włoski kompozytor operowy (ur. 1876)
- 26 stycznia
  - Ignacy Friedman, polski pianista, kompozytor i pedagog żydowskiego pochodzenia (ur. 1882)
  - John Lomax, Amerykanin, pionier muzykologii, folklorystyki i nagrań polowych (ur. 1867)
- 20 kwietnia – Zbigniew Dymmek, polski pianista, kompozytor, dyrygent i pedagog muzyczny (ur. 1896)
- 23 kwietnia – Kazimierz Ostaszewski, polski hodowca koni wyścigowych, założyciel towarzystw hodowlanych, publicysta i kompozytor (ur. 1864)
- 24 kwietnia
  - Manuel María Ponce, meksykański kompozytor (ur. 1882)
  - Jāzeps Vītols, łotewski kompozytor (ur. 1863)
- 25 kwietnia – Gerardo Matos Rodríguez, urugwajski muzyk, kompozytor oraz dziennikarz; twórca słynnego tanga „La cumparsita” (ur. 1897)
- 9 maja – Leon Łuskino, polski kompozytor, literat, pułkownik piechoty Wojska Polskiego (ur. 1872)
- 23 maja – Ludwik Broekere, polski pianista i dyrygent, nauczyciel muzyki (ur. 1867)
- 1 czerwca
  - José Vianna da Motta, portugalski pianista i kompozytor (ur. 1868)
  - Sonny Boy Williamson, amerykański muzyk bluesowy grający na harmonijce ustnej (ur. 1914)
- 7 czerwca – Georges Hüe, francuski kompozytor (ur. 1858)
- 17 czerwca – Henrik Lund, grenlandzki kompozytor, malarz i duchowny ewangelicki (ur. 1875)
- 20 czerwca – George Frederick Boyle, amerykański pianista i kompozytor pochodzenia australijskiego (ur. 1886)
- 27 czerwca – George Templeton Strong, amerykański kompozytor (ur. 1856)
- 13 lipca – Abram Lufer, rosyjski pianista i pedagog pochodzenia ukraińskiego (ur. 1905)
- 10 sierpnia – Lucille Bogan, amerykańska piosenkarka bluesowa (ur. 1897)
- 16 sierpnia – Helena Ottawowa, polska pianistka, pedagog muzyczna (ur. 1874)
- 3 września – Mutt Carey, amerykański trębacz jazzowy (ur. 1891)
- 14 września – Vernon Dalhart, amerykański piosenkarz muzyki country (ur. 1883)
- 4 października – Georg Kulenkampff, niemiecki skrzypek (ur. 1898)
- 10 października – Siegmund von Hausegger, austriacki kompozytor i dyrygent (ur. 1872)
- 23 października – Eugeniusz Morawski-Dąbrowa, polski kompozytor i pedagog (ur. 1876)
- 24 października – Franz Lehár, węgierski kompozytor operetkowy (ur. 1870)
- 4 listopada – Helena Zboińska, polska śpiewaczka (sopran), pedagog (ur. 1877)
- 12 listopada – Umberto Giordano, włoski kompozytor operowy (ur. 1867)
- 24 listopada – Raul Koczalski, polski pianista i kompozytor (ur. 1885)

Data dzienna nieznana
- Üzeyir Hacıbəyov, azerski i radziecki kompozytor (ur. 1885)
- grudzień – Lec Kurti, albański dyplomata i kompozytor (ur. 1884)

## Albumy
- polskie
- zagraniczne
  - Blue of the Night – Bing Crosby
  - Selections from Showboat – Bing Crosby, Frances Langford, Tony Martin, Kenny Baker oraz Lee Wiley
  - The Emperor Waltz – Bing Crosby
  - St. Valentine’s Day – Bing Crosby
  - Bing Crosby Sings with Al Jolson, Bob Hope, Dick Haymes and the Andrews Sisters – Bing Crosby
  - Selections from Road to Rio – Bing Crosby i The Andrews Sisters
  - Bing Crosby Sings with Judy Garland, Mary Martin, Johnny Mercer – Bing Crosby
  - Bing Crosby Sings with Lionel Hampton, Eddie Heywood, Louis Jordan – Bing Crosby
  - Bing Crosby Sings the Song Hits from Broadway Shows – Bing Crosby
  - Cowboy Songs, Vol. Two – Bing Crosby
  - Auld Lang Syne – Bing Crosby

## Muzyka poważna

### kompozycje
| kompozytor            | kompozycja                                                 | data premiery | miejsce premiery | wykonawcy                                                           |
| --------------------- | ---------------------------------------------------------- | ------------- | ---------------- | ------------------------------------------------------------------- |
| Antheil, George       | Hot-time Dance                                             |               |                  |                                                                     |
| Antheil, George       | McKonkey’s Ferry                                           |               |                  |                                                                     |
| Antheil, George       | Piano Sonata No. 4                                         |               |                  |                                                                     |
| Antheil, George       | Serenade for Strings No. 1                                 |               |                  |                                                                     |
| Antheil, George       | String Quartet No. 3                                       |               |                  |                                                                     |
| Antheil, George       | Symphony No. 5 „Joyous”                                    | 1948-12-31    | Filadelfia       | Orkiestra Filadelfijska – E. Ormandy                                |
| Antheil, George       | Symphony No. 6 „After Delacroix”                           |               |                  |                                                                     |
| Antheil, George       | Violin Sonata No. 4                                        |               |                  |                                                                     |
| Boulez, Pierre        | Sonata fortepianowa nr 2                                   | 1950-04-29    | Paryż            | Y. Grimaud                                                          |
| Cage, John            | Dream                                                      |               |                  |                                                                     |
| Cage, John            | Experiences No. 2 for voice                                |               |                  |                                                                     |
| Cage, John            | In a Landscape                                             | 1948-08-20    | Black Mountain   | J. Cage                                                             |
| Cage, John            | Sonatas and Interludes, for prepared piano                 |               |                  |                                                                     |
| Cage, John            | Suite for Toy Piano                                        | 1948-08-22    | Black Mountain   | J. Cage                                                             |
| Carter, Elliott       | Sonata for Violoncello and Piano                           | 1950-02-27    | Nowy Jork        | B. Greenhouse, Anthony Makas                                        |
| Carter, Elliott       | Woodwind Quintet                                           | 1949-02-27    | Nowy Jork        | Orenstein, Abosch, Paul, Bobo, Popkin                               |
| Copland, Aaron        | Clarinet Concerto                                          | 1950-11-06    | Nowy Jork        | B. Goodman, NBC Symphony Orchestra – F. Reiner                      |
| Crumb, George         | Alleluja                                                   |               |                  |                                                                     |
| Foss, Lukas           | Adon Olam                                                  |               |                  |                                                                     |
| Foss, Lukas           | Capriccio                                                  |               |                  |                                                                     |
| Foss, Lukas           | Recordare                                                  | 1948-12-31    | Boston           | Bostońska Orkiestra Symfoniczna – S. Kusewicki                      |
| Henze, Hans Werner    | Apollo und Hyazintus                                       | 1949-06-26    | Frankfurt        | H. Plümacher, E. Picht-Axenfeld, hr-Sinfonieorchester – H.W. Henze  |
| Henze, Hans Werner    | Chor gefangener Trojer                                     | 1949-02-06    | Bielefeld        | Stadtorchester Bielefeld – H. Hoffmann                              |
| Henze, Hans Werner    | Der Vorwurf                                                |               |                  |                                                                     |
| Honegger, Arthur      | Concerto da camera                                         | 1949-05-06    | Zurych           | A. Jaunet, M. Saillet, Collegium Musicum Zürich – P. Sacher         |
| Kabalewski, Dmitrij   | Koncert skrzypcowy C-dur                                   | 1948-10-29    | Moskwa           | I. Biezrodny, orkiestra Konserwatorium Moskiewskiego – M. Terjan    |
| Martinů, Bohuslav     | Piano Concerto No. 3                                       | 1949-11-20    | Dallas           | R. Firkušný, Dallas Symphony Orchestra – W. Hendl                   |
| Messiaen, Olivier     | Turangalîla-Symphonie                                      | 1949-12-02    | Boston           | Loriod, G. Martenot, Bostońska Orkiestra Symfoniczna – L. Bernstein |
| Miaskowski, Nikołaj   | Divertissement                                             |               |                  |                                                                     |
| Miaskowski, Nikołaj   | Sonata nr 7 C-dur, op. 82                                  |               |                  |                                                                     |
| Miaskowski, Nikołaj   | Symfonia nr 26 C-dur, op. 79, Symfonia na tematy rosyjskie | 1948-12-28    | Moskwa           | nieznana orkiestra – A. Gauk                                        |
| Milhaud, Darius       | Kentuckiana-Divertissement, op. 287                        | 1949-01-04    | Louisville       | Louisville Orchestra – R. Whitney                                   |
| Milhaud, Darius       | L’apothéose de Molière, op. 286                            |               |                  |                                                                     |
| Milhaud, Darius       | L’enfant aime, op. 289                                     |               |                  |                                                                     |
| Panufnik, Andrzej     | Symfonia nr 1 Sinfonia Rustica                             | 1949-05-13    | Warszawa         | Orkiestra Symfoniczna Filharmonii Narodowej – A. Panufnik           |
| Poulenc, Francis      | Sonate pour violoncelle et piano, op. 143                  | 1949-05-18    | Paryż            | P. Fournier, F. Poulenc                                             |
| Szeligowski, Tadeusz  | A wyjrzyjcież, pacholęta                                   |               |                  |                                                                     |
| Szeligowski, Tadeusz  | Kantata o sporcie „100 m”                                  |               |                  |                                                                     |
| Szeligowski, Tadeusz  | Suita weselna                                              |               |                  |                                                                     |
| Szeligowski, Tadeusz  | Wesele lubelskie                                           |               |                  |                                                                     |
| Szostakowicz, Dmitrij | I Koncert skrzypcowy a-moll, op. 99                        | 1955-10-29    | Leningrad        | D. Ojstrach, Filharmonia Leningradzka – J. Mrawinski                |
| Szostakowicz, Dmitrij | Z żydowskiej poezji ludowej, op. 79                        | 1955-01-15    | Leningrad        | N. Dorliak, Z. Dolukhanova, A. Maslennikov, D. Shostakovich         |
| Strauss, Richard      | Cztery ostatnie pieśni (niem. Vier letzte Lieder)          | 1950-05-22    | Londyn           | K. Flagstad, London Philharmonic Orchestra – W. Furtwängler         |
| Strawinski, Igor      | Msza, na chór i orkiestrę dętą                             | 1948-10-27    | Mediolan         | orkiestra La Scali i chór – E. Ansermet                             |
| Tansman, Aleksander   | Symfonia nr 8, Musique pour Orchestre                      | 1949-09-09    | Wenecja          | Orchestra Sinfonica di Torino della Radio Italian – R. Kubelík      |
| Tubin, Eduard         | Koncert na kontrabas i orkiestrę                           | 1957-03-08    | Bogota           | nieznana orkiestra – L. Juht                                        |
| Ustwolska, Galina     | Sen Stiepana Razina                                        | 1949-10-08    | Leningrad        | nieznany solista, Filharmonia Leningradzka – J. Mrawinski           |

## Opera i Balet

### dzieła
- Arthur Bliss – The Olympians (opera)
- Siergiej Prokofjew – Opowieść o prawdziwym człowieku (opera)
- Tadeusz Szeligowski – Paw i dziewczyna (balet)

## Musicale
- Pierre Boulez – Le soleil des eaux

## Film muzyczny
- 7 kwietnia – odbyła się premiera filmu Jankes na dworze króla Artura w reżyserii Taya Garnetta.
- 2 lipca – odbyła się premiera filmu Cesarski walc w reżyserii Billy’ego Wildera.